# Copa Mundial de Béisbol de 1994
La XXXII Copa Mundial de Béisbol se llevó en Managua, Nicaragua del 3 de agosto al 14 de agosto de 1994. Los países se dividieron en dos grupos de ocho, y los primeros cuatro de cada grupo se clasificaron para las finales. Cuba ganó por quinta vez consecutiva el título además fue la última vez que se excluyeron jugadores profesionales. El jugador más valioso fue Lourdes Gourriel.

## Primera ronda

### Grupo A
| Posición | Equipo               | Ganados | Perdidos |
| -------- | -------------------- | ------- | -------- |
| 1        | Cuba                 | 7       | 0        |
| 2        | Nicaragua            | 6       | 1        |
| 3        | Italia               | 4       | 3        |
| 4        | China Taipéi         | 4       | 3        |
| 5        | Australia            | 3       | 4        |
| 6        | Colombia             | 2       | 5        |
| 7        | República Dominicana | 2       | 5        |
| 8        | Francia              | 0       | 7        |

### Grupo B
| Posición | Equipo         | Ganados | Perdidos |
| -------- | -------------- | ------- | -------- |
| 1        | Japón          | 6       | 1        |
| 2        | Corea del Sur  | 5       | 2        |
| 3        | Panamá         | 5       | 2        |
| 4        | Estados Unidos | 4       | 3        |
| 5        | Países Bajos   | 3       | 4        |
| 6        | Puerto Rico    | 3       | 4        |
| 7        | Suecia         | 1       | 6        |
| 8        | Canadá         | 1       | 6        |

## Ronda final
|  | Cuartos de final | Cuartos de final |               |           | Semifinales            | Semifinales            |  |  | Final | Final |
|  |                  |                  |               |           |                        |                        |  |  |       |       |
|  |                  |                  |               |           |                        |                        |  |  |       |       |
|  |                  |                  |               |           |                        |                        |  |  |       |       |
|  | Cuba             | 15               |               |           |                        |                        |  |  |       |       |
|  | Cuba             | 15               |               |           |                        |                        |  |  |       |       |
|  | Estados Unidos   | 2                |               |           |                        |                        |  |  |       |       |
|  | Estados Unidos   | 2                | Cuba          | 13        |                        |                        |  |  |       |       |
|  |                  |                  | Cuba          | 13        |                        |                        |  |  |       |       |
|  |                  | Nicaragua        | 1             |           |                        |                        |  |  |       |       |
|  | Nicaragua        | Nicaragua        | 1             | 10        |                        |                        |  |  |       |       |
|  | Nicaragua        |                  |               | 10        |                        |                        |  |  |       |       |
|  | Panamá           | 4                |               |           |                        |                        |  |  |       |       |
|  | Panamá           | 4                | Cuba          | 6         |                        |                        |  |  |       |       |
|  |                  |                  | Cuba          | 6         |                        |                        |  |  |       |       |
|  |                  | Corea del Sur    | 1             |           |                        |                        |  |  |       |       |
|  | Japón            | Corea del Sur    | 1             | 6         |                        |                        |  |  |       |       |
|  | Japón            |                  |               | 6         |                        |                        |  |  |       |       |
|  | China Taipéi     | 5                |               |           |                        |                        |  |  |       |       |
|  | China Taipéi     | 5                | Corea del Sur | 9         | Tercer y cuarto puesto | Tercer y cuarto puesto |  |  |       |       |
|  |                  |                  | Corea del Sur | 9         | Tercer y cuarto puesto | Tercer y cuarto puesto |  |  |       |       |
|  |                  | Japón            | 0             |           |                        |                        |  |  |       |       |
|  | Corea del Sur    | Japón            | 0             | 13        | Japón                  | 8                      |  |  |       |       |
|  | Corea del Sur    |                  |               | 13        | Japón                  | 8                      |  |  |       |       |
|  | Italia           | 2                |               | Nicaragua | 1                      |                        |  |  |       |       |
|  | Italia           | 2                |               |           | 1                      |                        |  |  |       |       |
|  |                  |                  |               |           |                        |                        |  |  |       |       |
|  |                  |                  |               |           |                        |                        |  |  |       |       |

| Cuba                   |
| Campeón Cuba           |
| Vigésimo primer título |

## Clasificación Final
| Posición | Equipo               | Ganados | Perdidos |
| -------- | -------------------- | ------- | -------- |
| 1        | Cuba                 | 10      | 0        |
| 2        | Corea del Sur        | 7       | 3        |
| 3        | Japón                | 8       | 2        |
| 4        | Nicaragua            | 7       | 3        |
| 5        | Panamá               | 5       | 3        |
| 6        | China Taipéi         | 4       | 4        |
| 7        | Italia               | 4       | 4        |
| 8        | Estados Unidos       | 4       | 4        |
| 9        | Australia            | 3       | 4        |
| 10       | Países Bajos         | 3       | 4        |
| 11       | Puerto Rico          | 3       | 4        |
| 12       | Colombia             | 2       | 5        |
| 13       | República Dominicana | 2       | 5        |
| 14       | Canadá               | 1       | 6        |
| 15       | Suecia               | 1       | 6        |
| 16       | Francia              | 0       | 7        |